# 武漢中原電子集團
武漢中原電子集团有限公司，中國電子信息產業集團有限公司旗下公司，成立于1949年，當時由前身為华东空军23厂成立，1953年，更名為国营第七一零厂，到了1957年搬遷至武漢市，1984年，更名為国营中原无线电厂，到了1998年，正式開始改公司制。
主要业务研制生产无线通信设备、电子系统工程设备、电子应用产品及各种电池等。現任董事長为严忠，總經理为苏郢。